# Ректифікація

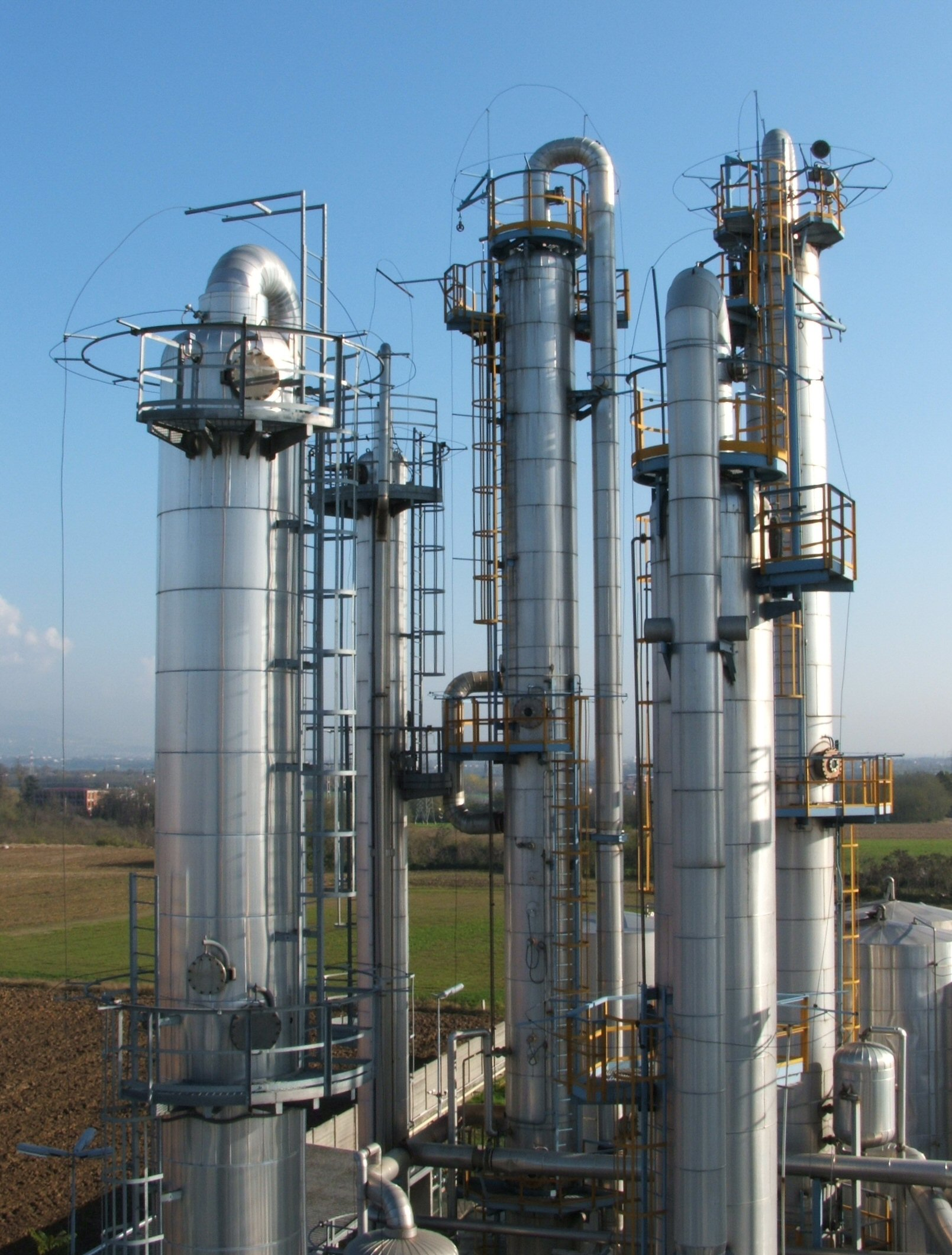
Промислові ректифікаційні колони

Ректифіка́ція (англ. rectification, fractionation; нім. Rektifikation f) — розділення рідких сумішей, що містять два або кілька компонентів різної питомої ваги, багаторазовим випаровуванням суміші й конденсацією пари.

## Принцип дії та апаратурне оформлення
Рушійна сила ректифікації — різниця між фактичними і рівноважними концентраціями компонентів у паровій фазі, що відповідають складу рідкої фази.
Для ректифікації, як правило, використовують колонні апарати, що дозволяє реалізувати багаторазовий контакт між потоками рідкої і газоподібної фаз.
Ректифікація — один із найбільш енергоємних технологічних процесів.

## Застосування
Застосовують у хімічній, нафтовій, спиртовій промисловості (отримання ректифікованого етилового спирту), а також для розділення ізотопів, виділення індивідуальних речовин тощо.

### Ректифікація нафти
Ректифікація нафти — процес випаровування із нафти летких вуглеводнів та конденсації в ректифікаційних колонах — виділення бензинів, гасу та інших фракцій з нафти.